# A Decree of Destiny
A Decree of Destiny é um filme mudo de 1911, do gênero romance em curta-metragem norte-americano, dirigido por D. W. Griffith, estrelado por Mary Pickford e Blanche Sweet.

## Elenco
- Joseph Graybill
- Marion Sunshine
- Mary Pickford
- Clara T. Bracy
- Claire McDowell
- Donald Crisp
- Mack Sennett
- Blanche Sweet
- Kate Toncray